# Montaggio video

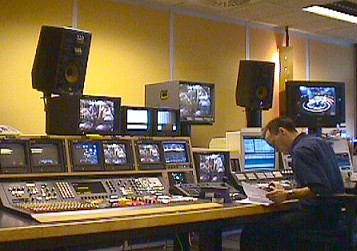
Sala di montaggio video lineare

Con l'espressione montaggio video (in inglese video editing) ci si può riferire a:
- Montaggio di video lineare (modifica lineare di video), principalmente montaggio attraverso videoregistratore, procedimento analogico;
- Montaggio video digitale (modifica non lineare di video) attraverso software, digitale.

## Processo

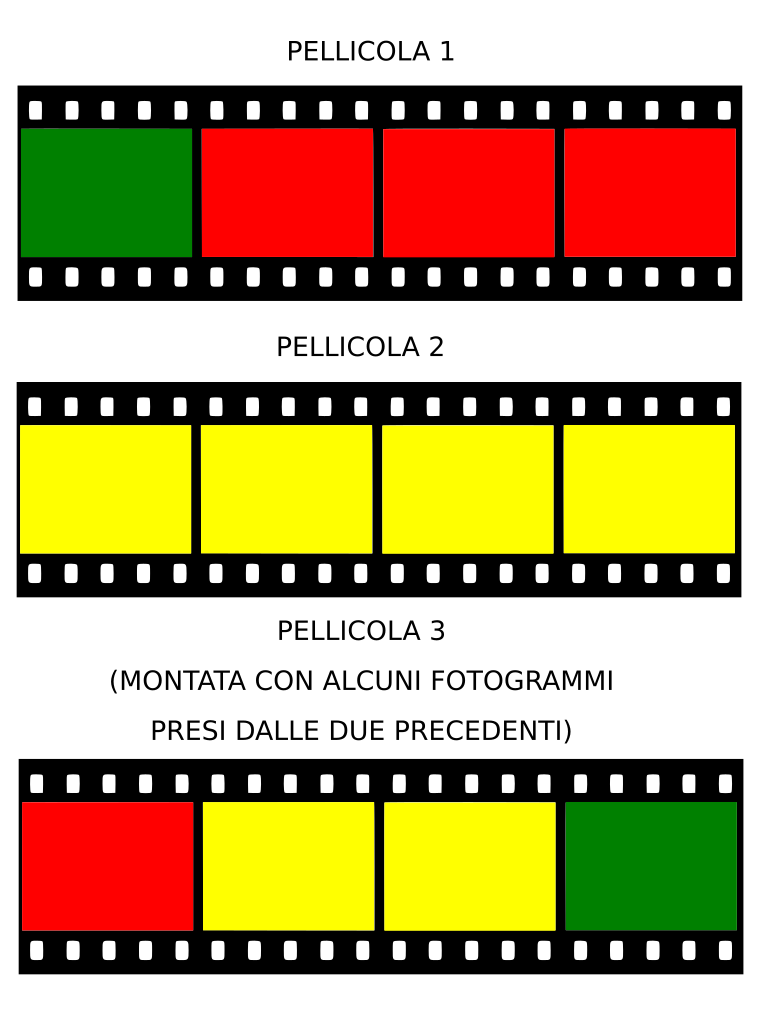
Concept di montaggio video

Il montaggio video è il processo mediante il quale si modificano delle sequenze di riprese video e si aggiungono effetti speciali e una traccia sonora. Il montaggio serve per meglio comunicare il messaggio contenuto nella ripresa video ed è considerato una forma d'arte.
L'editing video è sempre stato considerato come "la forma d'arte invisibile" poiché le persone difficilmente riescono a sapere cosa serve per modificare le clip.

## Storia

### Il Kinetoscopio

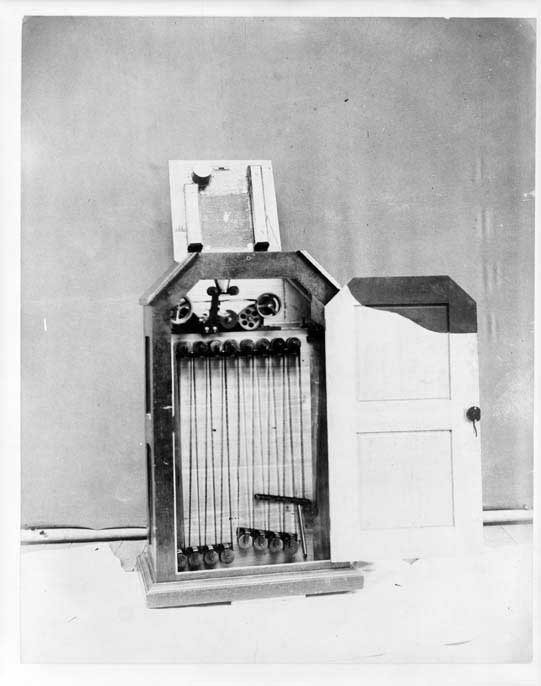
Kinetoscopio

Nel 1890 Thomas Alva Edison con il suo assistente William Laurie Dickson inventò il primo proiettore grafico in movimento. Il proiettore ha utilizzato una pellicola di celluloide per creare immagini in movimento. Il Kinetoscopio è stato il primo dispositivo ad essere conosciuto come "macchina fotografica in movimento". Il modo in cui funzionava il Kinetoscopio era di una persona alla volta che guardava direttamente in basso attraverso uno spioncino sulla parte superiore del dispositivo, e a sua volta lo spettatore vedeva un film (cioè una pellicola) attraverso una serie di immagini fisse che cambiavano a un ritmo veloce sotto una fonte di luce. Il Kinetoscopio è stato progettato per consentire la visione dei film da parte di un individuo alla volta attraverso uno spioncino nella parte superiore del dispositivo. Il Kinetoscopio non era un proiettore cinematografico, ma introduceva l'approccio di base che sarebbe diventato lo standard per tutte le proiezioni cinematografiche prima dell'avvento del video; lo ha fatto creando l'illusione del movimento convogliando una striscia di pellicola perforata con immagini sequenziali su una fonte di luce con un otturatore ad alta velocità.

### Il proiettore cinematografico

Proiettore cinematografico

I fratelli Lumiere sono stati i primi cineasti della storia, Auguste e Louis Lumiere erano fratelli del famoso ritrattista Antoine Lumiere. I fratelli Auguste e Louis inventarono il proiettore cinematografico nel 1895. La prima pellicola venne girata con questo strumento il 19 marzo 1895; il film era L'uscita dalle officine Lumière (La Sortie de l'usine Lumière).
Esso era un dispositivo leggero creato per catturare immagini fisse: era molto più piccolo del Kinetoscopio di Edison (1890) ed era molto più potente e scattava immagini con una qualità molto migliore.

### I primi tagli

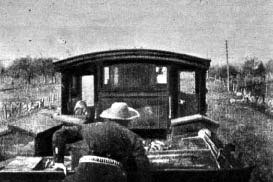
Una scena di The Great Train Robbery

Erano i primi anni del 1900 quando furono introdotti i primi tagli. La gente usava forbici e nastro adesivo per tagliare filmati non necessari. Le persone continuano a utilizzare questa tecnica fino all'invenzione della prima macchina per il montaggio. The Great Train Robbery fu un cortometraggio di 10 minuti creato e montato da Edwin Porter. Fu il primo film ad utilizzare le moderne tecniche di montaggio cinematografico. Nell'agosto 1903 The Great Train Robbery era un cortometraggio sul dirottamento di un treno nel tentativo di rubare a bordo. Edwin Porter ha usato molte tecniche di editing che nessun editore del 1900 aveva mai visto prima. Una tecnica che ha usato è stata il taglio e anche il montaggio parallelo all'interno delle scene. In totale, The Great Train Robbery conteneva 14 scene, utilizzando tecniche come tagli incrociati e altre sofisticate tecniche di editing utilizzando una macchina nota come splicing machine.

### La prima macchina per il montaggio

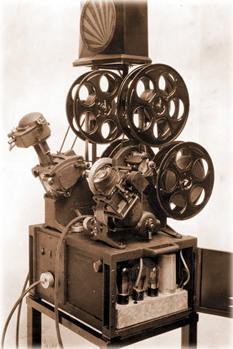
Una delle prime Moviole

La Moviola, la prima macchina per il montaggio, è stata inventata nel 1924 da Iwan Surrier. Questa macchina è stata utilizzata per modificare e tagliare le scene indesiderate nella clip. La macchina esiste ancora e viene utilizzata principalmente a Hollywood. Dopo la sua invenzione, Moviola fu largamente usata da molti studi di produzione, tra i quali Universal Studios, Warner Bros., Charles Chaplin Studios, Buster Keaton Productions, Mary Pickford, Mack Sennett e Metro Goldwyn Mayer. L'avvento del cinema sonoro, dei formati in 65 e 70 mm e la necessità di un'apparecchiatura di montaggio portatile durante la seconda guerra mondiale contribuirono alla grande crescita di mercato della Moviola. Nel 1984 la Moviola fu venduta alla J & R Film Co., Inc. L'azienda è ancora attiva a Hollywood.

### Mixer video

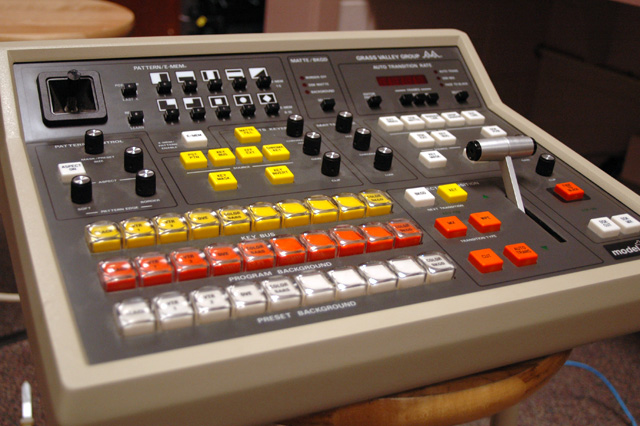
Esempio di mixer video

Il mixer video è l'apparecchiatura impiegata per commutare diverse sorgenti video su un unico segnale in uscita e in alcuni casi di miscelarle tra di loro o aggiungere effetti speciali. Questo procedimento è simile a quello che un mixer audio compie su segnali audio. Nacque verso la metà degli anni '30.

### Gli Academy Awards
Era il 1934 quando gli Academy Awards introdussero nella lista la categoria del montaggio cinematografico. Il primo Oscar per il montaggio è stato assegnato a Conrad A. Nervig per il suo contributo al film 'Eskimo'.

### Il primo videoregistratore

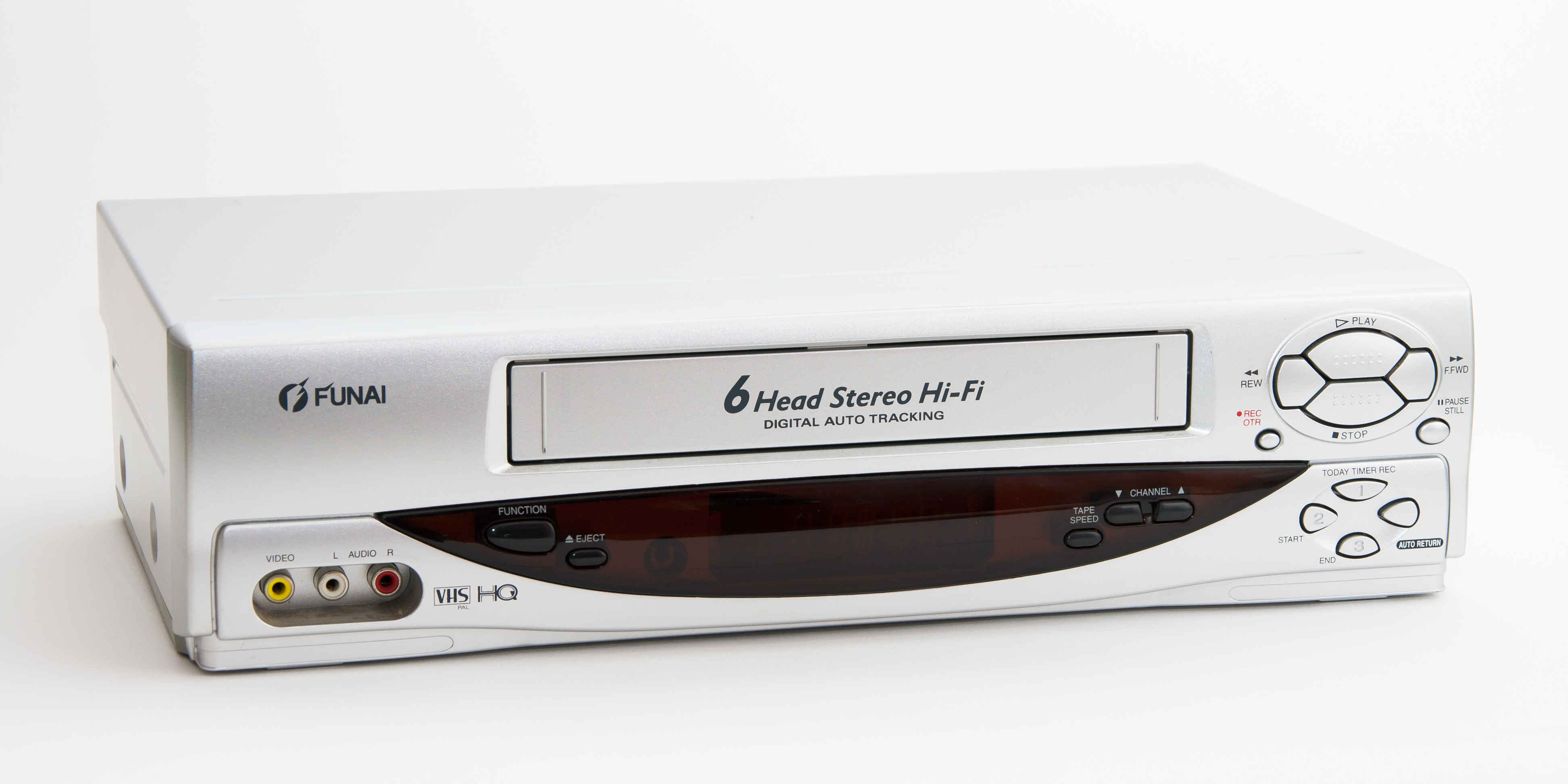
Videoregistratore

Nel 1956 l'industria ha creato il primo videoregistratore AMPEX. È stato anche il primo dispositivo che ha utilizzato il nastro magnetico per registrare un video. I videoregistratori hanno portato una nuova rivoluzione nel settore e hanno cambiato l'intero modo di registrare i video.

### Il primo editor non lineare

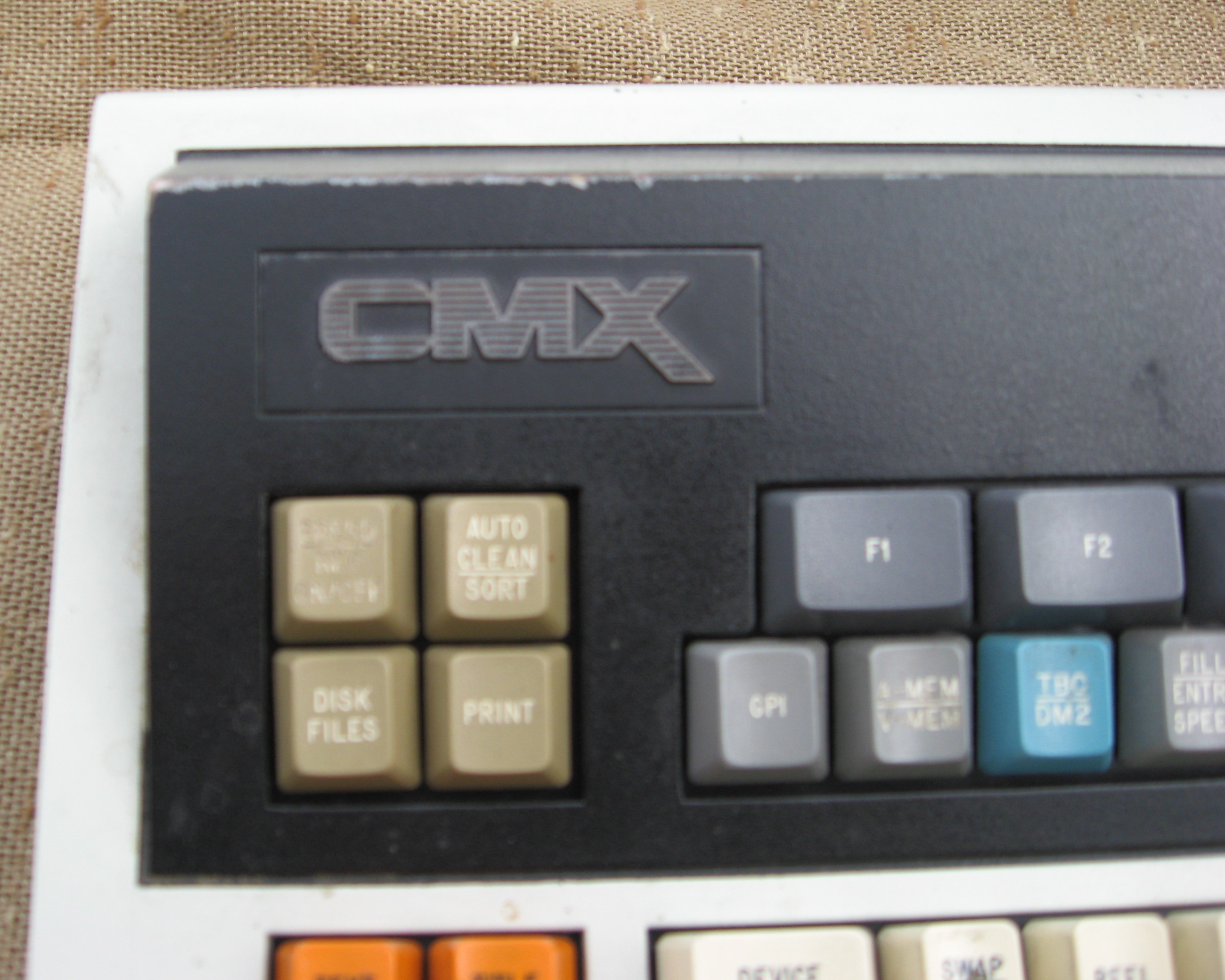
Logo di CMX System

La CMX 600 è stata introdotta nel 1971. È stata la prima macchina computerizzata non lineare utilizzata per l'editing offline. La macchina ha ricevuto il premio Emmy per il suo contributo all'industria. La macchina, tuttavia, non funziona senza unità disco grandi quanto una lavatrice, rendendo questo sistema meno portatile.

### Il periodo delle invenzioni rivoluzionarie (1985-1991)

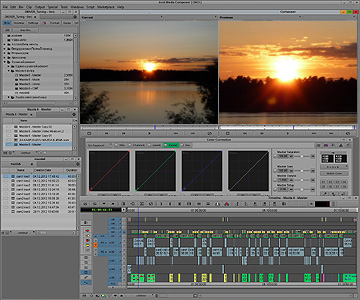
Interfaccia di Avid Media Composer

È stato in questi 6 anni (1985-1991) che l'industria video ha visto l'introduzione e l'invenzione di uno dei software più popolari:
- “Harry” fu inventato nel 1985 da Quantel. Harry è stato il primo sistema completo di editing video e composizione digitale. Tuttavia, a causa di limitazioni tecnologiche, Harry era in grado di applicare effetti solo a un massimo di 80 secondi di video non compresso a 8 bit[15][16].
- Nel 1987 Apple ha lanciato Avid Media Composer[17]. Non è stato il primo software di editing non lineare, ma è stato un design rivoluzionario che esiste ancora in tempi moderni[18][19].
- Nel 1991 Adobe ha presentato il suo primo software di editing video Première Pro, che è diventato un software leader del settore per l'editing video. Il software è ampiamente utilizzato in tutto il mondo sia da principianti che da professionisti[20].
- Nel 1992 l'industria ha creato il primo film modificato digitalmente utilizzando Avid Media. Fino al 1994 c'erano stati solo tre film montati digitalmente, ma nel 1995 erano già 100. Fu l'inizio della rivoluzione digitale che è costantemente in divenire[21].
- Era il 1999 quando Apple lanciò sul mercato il principale concorrente di Avid-Final Cut Pro. Nel 2007 Non è un paese per vecchi è diventato il primo film a ottenere l'Oscar per il montaggio digitale che è stato effettuato utilizzando proprio Final Cut Pro[22].

### Nascita di internet

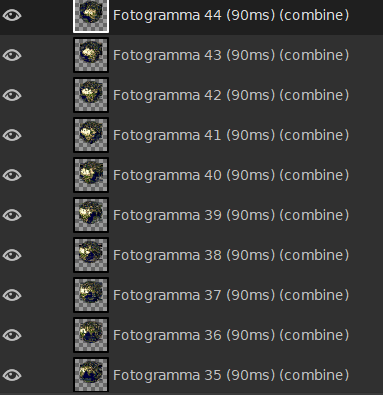
Fotogrammi chiave digitali

L'editing online è il processo di riassemblaggio del montaggio video a piena risoluzione dopo che è stata eseguita una modifica offline. È sviluppato nella fase finale di una produzione video.
Un editor collaborativo in tempo reale è un tipo di software collaborativo o applicazione web che consente l'editing collaborativo in tempo reale, l'editing simultaneo o l'editing in tempo reale dello stesso documento digitale, file del computer o dati archiviati nel cloud, come un foglio di calcolo online, un processore di elaborazione documenti, database o presentazioni, contemporaneamente da utenti diversi su computer o dispositivi mobili diversi, con fusione e aggiornamento automatici e quasi istantanei delle loro modifiche.
L'editing basato su cloud è il processo di utilizzo di Internet per lavorare con contenuti in remoto, in modo collaborativo o di natura time-critical come l'editing di eventi sportivi in diretta in tempo reale utilizzando proxy video (copie a bassa risoluzione) del materiale originale.
La famosa piattaforma online e social media YouTube ha iniziato a permettere agli utenti di fare editing video.
Con la nascita delle app mobile è possibile fare montaggio video anche su dispositivi mobili come smartphone e tablet.